# Saint-Hilaire-de-Lusignan
Saint-Hilaire-de-Lusignan é uma comuna francesa na região administrativa da Nova Aquitânia, no departamento Lot-et-Garonne. Estende-se por uma área de 16,72 km². Em 2010 a comuna tinha 1 523 habitantes (densidade: 91,1 hab./km²).